# Atletico Textila
Atletico Textila este un serial de comedie românesc care a debutat pe Pro TV la data de 10 martie 2016. Ultimul episod a fost difuzat la TV pe 3 iunie 2017.
Pe 2 mai 2024 a fost anunțat că o sa înceapa filmările pentru cel de-al patrulea sezon din Atletico Textila care a debutat exclusiv pe platforma Voyo pe 14 iulie 2024.

## Distribuția

### Personaje principale
- Traian (Angel Popescu)

Este antrenorul echipei de fotbal Atletico Textila. Acum 20 de ani el a fost jucător pentru Atletico Textila și tot atunci a avut întâlnire cu Pusa (Andreea Grămoșteanu), dar nu a fost lăsat să joace și a bătut mingea pe maidan așa că s-a retras ca jucător și s-a făcut antrenor.
- Gică (Răzvan Vasilescu)

Este patronul echipei de fotbal Atletico Textila, acesta este înlocuit de soția sa, Raluca (Mirela Zeța) în urma unui atac de cord, însă este și mai grav că este condamnat la închisoare pentru spălare de bani.
- Raluca (Mirela Zeța)

Este patroana echipei de fotbal Atletico Textila, aceasta l-a înlocuit pe Gică (Răzvan Vasilescu) soțul său, în urma unui atac de cord, și condamnat la închisoare pentru spălare de bani. Chiar și așa ea a rămas să se ocupe de destinele echipei de fotbal Atletico Textila.
- Pușa (Andreea Grămoșteanu)

Este șefă la fabrica de textile a echipei de fotbal Atletico Textila, aceasta deține și un club al său în afara fabricii de textile.
- Olga (Andreea Samson)

Este o prietenă și o angajată a Pușei, la fabrica de textile a echipei de fotbal Atletico Textila.
- Iuliana (Andreea Mateiu)

Este asistenta personală a Ralucăi, ea o ajută cu sfaturi despre echipa de fotbal Atletico Textila.
- Livia (Oana Cârmaciu)

Este una din angajatele Pușei la fabrica de textile de la Atletico Textila. Aceasta mai lucrează rareori la clubul Pușei, fiind și sora lui Leonard. Adrian a avut întâlnire cu ea dar nu l-a suportat și s-au despărțit apoi s-au împăcat dar au dorit să se mai vadă doar ca prieteni pentru că Adrian era atras de alte fete.
- Doina (Dana Marineci)

Este una din angajatele lui Pusa, la fabrica de textile de la Atletico Textila, este în prezent iubita și soția lui Costeluș.
- Costeluș (Andrei Mateiu)

Este atacantul echipei de fotbal Atletico Textila, acesta își rupe gâtul într-un meci, și este înlocuit.
- Ilie (Pavel Bârsan)

Este portarul echipei de fotbal Atletico Textila, acesta este de altfel și preot atunci când nu are meciuri.
- Ahmed (Sergiu Costache)

Este fundașul echipei de fotbal Atletico Textila. Mulți fac glume pe seama lui că este arab, dar el vrea să dovedească că e român.
- Adrian (Alexandru Ion)

Este atacantul echipei de fotbal Atletico Textila, acesta este șofer de taxi. După ce renunțase să joace fotbal și se retrăsese, a fost contactat de echipa Atletico Textila dar o refuză prima dată în glumă dar a doua oară se răzgândește, spunând că avea oferte de la echipe mari .El este de asemenea prietenul din copilărie a lui Vlăduț.
- Vlăduț (Bogdan Cotleț)

Este fundașul lateral al echipei de fotbal Atletico Textila. 
- Leonard (Răzvan Oprea)

Este jucător la o echipă rivală a lui Atletico Textila și anume Geamgiu Colentina, însă ajunge să joace de acum incolo culmea pentru Atletico Textila. 
- Stelea (Bogdan Stelea)

Este portarul echipei de fotbal Geamgiu Colentina, în trecut a fost portarul echipei naționale a României din generația de aur. În afară a jucat pentru Salamanca în Spania unde a jucat alături de un alt jucător cunoscut Cătălin Munteanu și de asemenea mai apoi la Mallorca tot în Spania plus Standard Liége din Belgia, Samsunspor Kulübü din Turcia și Akratitos din Grecia. Iar în țară a jucat la Dinamo București, Politehnica Iași, Steaua București, Rapid București, Oțelul Galați, Brașov și Unirea Urziceni.

### Personaje secundare / episodice
- Prietena lui Costeluș (Ana Maria Pop)

Este fosta prietenă a lui Costeluș.
- Asistentă Medicală (Ruxandra Maniu)

Este asistenta medicală a echipei Atletico Textila.
- Gardianul (George Remeș)

Este gardianul echipei Atletico Textila.
- Arbitrul (Alex Floroiu)

Este cel care arbitrează partidele tuturor echipelor divizionare inclusiv Atletico Textila.
- Mama lui Traian (Rodica Negrea)

Este mama antrenorului de la Atletico Textila.
- Pedrazzini (Massimo Pedrazzini)

Este impresar de jucători. A fost manager la echipele Steaua București și Petrolul Ploiești.
- Antrenor Celebru (Nana Falemi)

Este un fost mare fotbalist, a început fotbalul întâi la Voința București apoi la Viscofil București atât ca junior cât și senior si după aceea la Chimia București ca apoi să joace la echipe mari prima fiind Petrolul Ploiești cu care nu a avut rezultate bune în campionat dar a reușit să se impună în echipă, a doua fiind Steaua București cu care a avut rezultate foarte bune în campionat dar a reușit și să iasă campion de două ori cu această echipă după aceea au apărut oferte din afară prima fiind din Grecia la Ergotelis unde nu a avut o poziție foarte bună în clasament, și s-a întors în țară la Vaslui unde nici de această dată nu a reușit să se impună și apoi pleacă iar în afară de data aceasta în Ucraina la Volyn Lutsk dar nici acolo nu convinge și rămâne în afară și anume în China la Jiangsu Sainty a avut o poziție bună dar chiar și asa nu rămâne acolo și deja la final de carieră numai primește oferte din afară și revine în țară la Dunărea Giurgiu care are o poziție bună dar la fel nu rămâne acolo, și așadar ultima sa echipă pe final de carieră a fost Gaz Metan Mediaș dar cu care are cea mai slabă poziție în campionat și așadar alege să se retragă și să se ocupe de altceva. Inițial el se înțelesese cu Raluca dar și cu Iuliana să fie antrenorul echipei Atletico Textila dar i-a căzut fața că avea salariul foarte mic propus de Raluca și a refuzat.
- Antrenor Circar (Daniel Stanciu)

Acesta era văzut drept înlocuitorul lui Traian la Atletico Textila, dar Raluca l-a iertat în final pe Traian pentru faptul că a mințit-o despre echipă și că a consumat alcool.
- Antrenor Nebun (Dorin Andone)

Un alt favorit care voia să îi ia locul lui Traian, dar nu a fost acceptat pentru postul de antrenor la Atletico Textila.
- Jucător Celebru (Marius Niculae)

Este un fost mare fotbalist, a început fotbalul întâi la Dinamo București la juniori, apoi la seniori urmând să îi vină oferte din afară după aceea și anume din Portugalia la Sporting Lisabona în patru rânduri însă nu prinde numai prima echipă prinde și echipa a doua a lui Sporting Lisabona unde joacă în două rânduri, și fusese coleg cu unul din cei mai mari fotbaliști din prezent și anume Cristiano Ronaldo. După aceea îi vine o altă ofertă din afară de data aceasta din Belgia la Standard Liege unde s-a impus destul de bine dar nu joacă prea mult aici, apoi el rămâne în afară și are ofertă din Germania de la Mainz acolo însă nu se descurcă prea bine și decide să părăsească echipa, apoi urmează o altă aventură pentru el în afară de data aceasta are ofertă din Scoția de la Inverness și are un parcurs bun acolo dar nu rămâne prea mult timp, acesta se întoarce la Dinamo București clubul pentru care și-a dat întreaga viață și joacă în 3 rânduri, după care îi vine o ofertă din afară din Grecia de la Kavala are un parcurs nu foarte bun dar are evoluții bune însă nu rămâne acolo și revine în țară la Dinamo București unde are evoluții bune dar nu are un parcurs bun, rămâne în țară și merge la Vaslui aceleași evoluții bune însă nu rămâne acolo și revine în afară unde are ofertă din China de la Shandong Luneng dar nu are evoluții prea bune și nu rămâne acolo din păcate. Apoi rămâne în afară și are ofertă din Ucraina de la Hoverla Uzhhorod dar nu are evoluții bune și nu rămâne acolo din păcăte, apoi se reîntoarce la Dinamo București și nu are evoluții bune și așadar a fost ultima echipă la care a mai jucat deoarece nu și-a mai găsit oferte de atunci. Acesta îi ajută pe niște copii să îi bată pe Ahmed, Baciu, Vlăduț și Costeluș și să rămână fără bunurile de valoare.
- Ivan (Andrei Ciopec)

Este un negociator care voia să negocieze cu Pusa pentru casa de pariuri.
- Barbugiu (Mihai Vladimir Purdel)

Unul din barbugii de pe stradă care îl provoacă pe Vlăduț la barbut.
- Barbugiu (Claudiu Dumitru)

Unul din barbugii de pe stradă care îl provoacă pe Vlăduț la barbut.
- Bețiv (Cezar Antal)

Unul din bețivii care își fac veacul la clubul Pușei.
- Mamă Băiat (Marcela Motoc)

Este mama unui băiat, care a negociat cu doi din jucătorii de la Atletico Textila ,Vlăduț și Costeluș, să joace un meci.Cand aceștia sunt bătuți de niște copii la un meci și își pierd telefoanele mobile, au fost ajutati  când s-au întors la clubul Pușei de Ahmed și Leonard. Aceștia au jucat iar cu acei copii dar din păcate sunt și ei bătuți de acei copii și rămân fără încălțăminte toți adică Ahmed, Leonard, Costeluș și Vlăduț ultimii doi rămăseseră și fără telefoanele mobile. Însă mama unuia dintre copii l-a certat și i-a cerut să le înapoieze bunurile de valoare înapoi.
- Vânzător (Eduard Cîrlan)

Este vânzător de lumănări cu parafină.
- Client Voce (Costin Cambir)

Este vocea unuia dintre clienții unui magazin.
- Client (Alin Gheorghiu)

Este un client din magazin.
- Client (Boris Melinți)

Este un client din magazin.
- Episcop (Teodor Corban)

Este cel care îl sfătuiește pe părintele Ilie să vândă lumănări cu parafină dar nu prea are însă succes la vânzări.
- Client Voce (Gabriel Costan)

Este vocea unuia dintre clienții unui magazin.
- Chelner (Nicholas Catianis)

Este chelnerul unui restaurant. 
- Comentator (Costi Mocanu)

Este unul din comentatorii meciului dintre Atletico Textila și Atletico Madrid Feminin.
- Comentator (Felix Drăghici)

Este unul din comentatorii meciului dintre Atletico Textila și Atletico Madrid Feminin.
- Jucătoare (Ioana Moșneagu)

Este una din jucătoarele lui Atletico Madrid Feminin.
- Antrenoare (Clara Floreș)

Este antrenoarea echipei Atletico Madrid Feminin.
- Arbitru (Virgil Aioanei)

Este arbitrul care conduce doar partida dintre Atletico Textila și Atletico Madrid Feminin.
- Polițist (Tudor Jipa)

Este un polițist care îi spune lui Raluca că Gică a scăpat din arest, inițial Raluca crezuse că Gică fusese răpit și că nu scăpase din închisoare.
- Spectator Musculos (Cătălin Băluță)

Este un spectator al echipei Atletico Madrid Feminin.
- Fan Madrid (Ștefan Ruxandra)

Este un fan al echipei Atletico Madrid Feminin.
- Oanță (Ovidiu Oanță)

Este un reporter celebru care i-a luat un interviu lui Gică, pentru că acesta a scăpat din închisoare și este decis să intre în politică dar lucrurile se schimbă din momentul în care dorește Raluca să intre în politică, iar Gică nu prea îi convine dar aflând că Raluca îl va băga și pe el în partidul ei se răzgândește și acceptă într-un final. 
- Denisa (Ilona Brezoianu)

Este prietena lui Leonard pentru câteva zile, pentru că Leonard s-a despărțit de ea deoarece îi copia gesturile foarte mult dar și că semăna cu el mult dar, și pentru că Denisa l-a omorât cu pepenele pe arbitrul care arbitra partida, se împacă cu ea Leonard după ultima altercație avută.
- Suporter cu Pepene (Sebastian Ghiță)

Este un suporter care a venit cu un pepene la meci și i l-a cerut prietena lui Leonard, Denisa apoi aceasta de furie că este dată afară de pe stadion de arbitru aruncă cu pepenele acelui suporter și îl omoară pe arbitru.
- Pompiliu (Florin Călinescu)

Este un suporter întâmplător al lui Atletico Textila, însă se împrietenește cu Raluca și Gică și îi ajută pe cei doi cu sfaturi despre partidul care îl susțin. Ajunge finanțator al echipei de fotbal din cauză că Gică a înșelat-o pe Raluca cu o amantă și Raluca nu mai poate să îl tolereze pe Gică asa ca acceptă să îl pună pe Pompiliu ca  noul finanțator al echipei de fotbal.
- Tip Licență (Florin Dobre)

Este un tip care acordă licență, Traian a avut probleme cu licența la el și a rezolvat-o.
- Puști Stelea (Rareș Popescu)

Este un puști fan al lui Bogdan Stelea, care a vrut autograf de la el dar din partea antrenorului Traian, însă Stelea i-a refuzat autograful deoarece Traian l-a bănuit că nu l-ar lăsa să îi acorde licența însă și-a cerut scuze după aceea.
- Evaluator Licență (Marin Grigore)

Este cel care îi evaluează licența lui Traian și îi acordă licența.
- Arbitra Tușieră (Gloria Găitan)

Este cea de care se îndrăgostește Adrian, însă a crezut că face dragoste cu ea când colo îi arată un meci mai vechi din liga campionilor.  
- Măruță (Cătălin Măruță)

Este un prezentor celebru, care a discutat la el în emisiune problemele lui Stelea și Pușa respectiv Raluca și Gică.
- Moderator (Marius Damian)

Este moderatorul emisiunii lui Măruță.
- Grăsuța (Mihaela Costache)

Este noua iubită a lui Leonard, dar este prea grasă și nu vrea să fie cu ea. Însă o bănuiește că îl blesteamă, atunci când este păcălit de șeful galeriei și este aruncat în fântână la fel ca și Vlăduț s-a rătăcit și nu a mai ajuns în sat numai că el s-a găsit cu restul echipei și a urcat în dubă.  
- Șofer (Bogdan Talașman)

Este șofer acesta voia să îl i-a pe Ilie până în sat cu mașina deoarece mașina acestuia i se stricase motorul și nu pornea dar s-a răzgândit și nu l-a mai luat.
- Șofer Tir (Sorin Tofan)

Este șoferul unui tir care transportă banane, prima dată s-a urcat Adrian la el in tir și refuză să îl ajute pe șoferul care transportă banane că voia să ajungă în sat, însă nimerește Vlăduț din greșeală la șoferul tirului cu banane deoarece nu reușise să intre în sat.
- Mișu (George Remeș)

El este cel care l-a sprijinit în politică pe Gică. 
- Șeful Galeriei (Dragoș+Mihai Sora)

Sunt șefii galeriei unei echipe din sat pe care a învins-o Atletico Textila, aceștia erau înarmați cu bâte și topoare să îi bată pe cei de la Atletico Textila dacă câștigă meciul.
- Marinică (Sebastian Ghiță)

Un om simplu din bar care dorea sa își facă nevoile dar nu putea din cauza faptului că a avut o discuție bărbătească Pompiliu cu Adrian despre Raluca de ce îi place așa de mult de ea și să o ceară de soție pe ea să îi facă în ciudă lui Gică să vadă ce a pierdut.
- Marica (Ciprian Marica)

Este un fost mare fotbalist a început fotbalul întâi la Dinamo București la juniori, apoi la seniori are evoluții foarte bune in campionat care prezintă un mare interes pentru echipele din afară prima echipă care s-a interesat cel mai mult de el și îi oferea un salariu mai mare decât cel de la Dinamo București este vorba de Șahtior Donețk din Ucraina echipa care mai avea doi români atunci Mircea Lucescu și Răzvan Raț acolo se acomodează foarte repede având aceleași evoluții satisfăcătoare în campionat ca la Dinamo București participă cu această echipă și în liga campionilor, după aceea echipa următoare pentru care a jucat a fost Stuttgart din Germania la care are evoluții bune și acomodarea este satisfăcătoare în campionat, după aceea echipa următoare pentru care a jucat este tot din Germania este vorba de Schalke din păcate de aici a urmat declinul lui ca fotbalist nu s-a acomodat foarte bine a avut și puține evoluții satisfăcătoare în campionate, după aceea echipa următoare pentru care a jucat a fost din Spania este vorba de Getafe din păcate din nou aceeași acomodare slabă și puține evoluții satisfăcătoare în campionat, după aceea echipa următoare pentru care a jucat a fost din Turcia este vorba de Konyaspor la care din nou are aceleași evoluții satisfăcătoare în campionat dar acomodarea este slabă, după aceea ultima sa echipa fiind rivala eternă a lui Dinamo București și anume Steaua București la care spera să revină la echipa națională pentru a participa la campionatul european de fotbal însă puține evoluții satisfăcătoare și o acomodare grea, urmată de niște accidentări care îl obligă să renunțe definitiv la cariera de fotbalist a jucat și la națională la toate categoriile de vârstă. În prezent acesta s-a alăturat unei campanii care se numește Clubul Prieteniei care acordă sprijin copiilor împotriva violenței, campania este derulată de către Cartoon Network și Asociația Telefonul Copilului. Acesta s-a găsit cu Raluca era în mașină și i-a spus că poate sa o ducă el până acasă deoarece Adrian plecase cu mașina de teamă că Pompiliu și Gică îl pot lua la bătaie din cauza ei că a insistat să vină el cu ea la o întâlnire și să îl înșele pe Gică dar de fapt era doar o glumă de răzbunare a lui Raluca că a umblat Gică cu amanta aia a lui. 
- Prodan (Anamaria Prodan)

Este o impresară cunoscută din fotbalul românesc și care impresariază fotbaliști și antrenori din România. Ea îi recomanda lui Traian să se transfere la un club din Arabia Saudită pe bani mulți fără știrea jucatorilor însă Traian nu a mai vrut să plece știind că îi vor lipsi multe de la Atletico Textila și s-a simțit atașat de această echipă de când era jucător, era o stratagemă de răzbunare a lui Gică fostul patron de la Atletico Textila acum patron la cei din Geamgiu Colentina a simțit nevoia să se răzbune pe fosta sa echipa la care patron e acum Raluca fosta sa soție pe care a înșelat-o cu o amantă însă Atletico Textila i-a învins pe cei de la Geamgiu Colentina cu alți jucători pe teren printre care și Pompiliu omul de bază a lui Gică și prieten de al său, deoarece mulți jucători de la Atletico Textila cinci la număr au fost bătuți într-un depozit abandonat de niște huligani aceștia sunt Ilie, Ahmed, Leonard, Costeluș și Vlăduț motivul fiind cine să poarte banderola de căpitan la Atletico Textila lipsind de la această întâlnire Adrian care a consumat un suc care conținea hormoni de creștere a sânilor totuși în ciuda acestui fapt el a purtat banderola de căpitan că l-au văzut ca spectatori colegii săi care și ei își doreau să fie căpitani la echipă și l-au ironizat Adriana în loc de Adrian că avea sâni crescuți de la băutura cu hormoni.

## Sezoane
| Sezonul | Sezonul | Episoade | Episoade | Premiera TV        | Premiera TV       | Premiera TV |
| Sezonul | Sezonul | Episoade | Episoade | Prima transmisie   | Ultima transmisie | Reţea       |
| ------- | ------- | -------- | -------- | ------------------ | ----------------- | ----------- |
|         | 1       | 12       | 12       | 10 martie 2016     | 19 mai 2016       | PRO TV      |
|         | 2       | 11       | 11       | 15 septembrie 2016 | 15 decembrie 2016 | PRO TV      |
|         | 3       | 14       | 14       | 22 februarie 2017  | 3 iunie 2017      | PRO TV      |
|         | 4       | 8        | 8        | 14 iulie 2024      | 25 august 2024    | VOYO        |
|         | 5       | TBA      | TBA      | 11 ianuarie 2025   | 2025              | VOYO        |

## Episoade

### Sezonul 1 (2016)
| Nr. în serial | Nr. în sezon | Titlu                        | Regizat de    | Scris de                       | Data difuzării  |
| ------------- | ------------ | ---------------------------- | ------------- | ------------------------------ | --------------- |
| 1             | 1            | „Arma secretă”               | George Dogaru | Radu Crahmaliuc Radu Alexandru | 10 martie 2016  |
| 2             | 2            | „Secetă”                     | George Dogaru | Radu Crahmaliuc Radu Alexandru | 17 martie 2016  |
| 3             | 3            | „La Vie en rose”             | George Dogaru | Radu Crahmaliuc Radu Alexandru | 24 martie 2016  |
| 4             | 4            | „Urzeala scaunului”          | George Dogaru | Radu Crahmaliuc Radu Alexandru | 31 martie 2016  |
| 5             | 5            | „Corpul uman e ca un templu” | George Dogaru | Radu Crahmaliuc Radu Alexandru | 7 aprilie 2016  |
| 6             | 6            | „Dezlegare la pește”         | George Dogaru | Radu Crahmaliuc Radu Alexandru | 14 aprilie 2016 |
| 7             | 7            | „Comandante pierde vară”     | George Dogaru | Radu Crahmaliuc Radu Alexandru | 21 aprilie 2016 |
| 8             | 8            | „Zodia norocoasă”            | George Dogaru | Radu Crahmaliuc Radu Alexandru | 28 aprilie 2016 |
| 9             | 9            | „Parafină naturală”          | George Dogaru | Radu Crahmaliuc Radu Alexandru | 5 mai 2016      |
| 10            | 10           | „Tati!”                      | George Dogaru | Radu Crahmaliuc Radu Alexandru | 12 mai 2016     |
| 11            | 11           | „Traiască nașul!”            | George Dogaru | Radu Crahmaliuc Radu Alexandru | 19 mai 2016     |
| 12            | 12           | „Atletico”                   | George Dogaru | Radu Crahmaliuc Radu Alexandru | 19 mai 2016     |

### Sezonul 2 (2016)
| Nr. în serial | Nr. în sezon | Titlu                          | Regizat de    | Scris de                       | Data difuzării     |
| ------------- | ------------ | ------------------------------ | ------------- | ------------------------------ | ------------------ |
| 13            | 1            | „Ce să faci? N-ai ce să faci!” | George Dogaru | Radu Crahmaliuc Radu Alexandru | 15 septembrie 2016 |
| 14            | 2            | „Piscina cea de taină”         | George Dogaru | Radu Crahmaliuc Radu Alexandru | 22 septembrie 2016 |
| 15            | 3            | „Pepenele”                     | George Dogaru | Radu Crahmaliuc Radu Alexandru | 6 octombrie 2016   |
| 16            | 4            | „Tactica simulărilor”          | George Dogaru | Radu Crahmaliuc Radu Alexandru | 13 octombrie 2016  |
| 17            | 5            | „Bancul cu orbul”              | George Dogaru | Radu Crahmaliuc Radu Alexandru | 20 octombrie 2016  |
| 18            | 6            | „Orzul stricat pe gâște”       | George Dogaru | Radu Crahmaliuc Radu Alexandru | 3 noiembrie 2016   |
| 19            | 7            | „Fanul #1”                     | George Dogaru | Radu Crahmaliuc Radu Alexandru | 10 noiembrie 2016  |
| 20            | 8            | „Daciada”                      | George Dogaru | Radu Crahmaliuc Radu Alexandru | 17 noiembrie 2016  |
| 21            | 9            | „Tușiera”                      | George Dogaru | Radu Crahmaliuc Radu Alexandru | 24 noiembrie 2016  |
| 22            | 10           | „Deplasarea”                   | George Dogaru | Radu Crahmaliuc Radu Alexandru | 8 decembrie 2016   |
| 23            | 11           | „Metoda tibetană”              | George Dogaru | Radu Crahmaliuc Radu Alexandru | 15 decembrie 2016  |

### Sezonul 3 (2017)
| Nr. în serial | Nr. în sezon | Titlu                               | Regizat de    | Scris de                       | Data difuzării    | România telespectatori (milioane) |
| ------------- | ------------ | ----------------------------------- | ------------- | ------------------------------ | ----------------- | --------------------------------- |
| 24            | 1            | „Papanașii”                         | George Dogaru | Radu Crahmaliuc Radu Alexandru | 22 februarie 2017 | 1,56                              |
| 25            | 2            | „Sfântul Maradona”                  | George Dogaru | Radu Crahmaliuc Radu Alexandru | 1 martie 2017     |                                   |
| 26            | 3            | „Banii, viața și mustața”           | George Dogaru | Radu Crahmaliuc Radu Alexandru | 8 martie 2017     |                                   |
| 27            | 4            | „Datoria istorică”                  | George Dogaru | Radu Crahmaliuc Radu Alexandru | 15 martie 2017    |                                   |
| 28            | 5            | „Haina face pe om”                  | George Dogaru | Radu Crahmaliuc Radu Alexandru | 22 martie 2017    |                                   |
| 29            | 6            | „Rezervele”                         | George Dogaru | Radu Crahmaliuc Radu Alexandru | 5 aprilie 2017    |                                   |
| 30            | 7            | „Umblă câinii cu contracte-n coadă” | George Dogaru | Radu Crahmaliuc Radu Alexandru | 12 aprilie 2017   |                                   |
| 31            | 8            | „Monastirea Argeșului”              | George Dogaru | Radu Crahmaliuc Radu Alexandru | 19 aprilie 2017   |                                   |
| 32            | 9            | „Tradiții Vânătorești”              | George Dogaru | Radu Crahmaliuc Radu Alexandru | 26 aprilie 2017   |                                   |
| 33            | 10           | „Abstinența”                        | George Dogaru | Radu Crahmaliuc Radu Alexandru | 17 mai 2017       |                                   |
| 34            | 11           | „Turcu'”                            | George Dogaru | Radu Crahmaliuc Radu Alexandru | 1 iunie 2017      |                                   |
| 35            | 12           | „Iscoada”                           | George Dogaru | Radu Crahmaliuc Radu Alexandru | 1 iunie 2017      |                                   |
| 36            | 13           | „Fetele”                            | George Dogaru | Radu Crahmaliuc Radu Alexandru | 3 iunie 2017      |                                   |
| 37            | 14           | „Visul”                             | George Dogaru | Radu Crahmaliuc Radu Alexandru | 3 iunie 2017      |                                   |

### Sezonul 4 (2024)
| Nr. în serial | Nr. în sezon | Titlu                 | Regizat de    | Scris de   | Data difuzării | România telespectatori (milioane) |
| ------------- | ------------ | --------------------- | ------------- | ---------- | -------------- | --------------------------------- |
| 38            | 1            | „Atletico nu e gunoi” | George Dogaru | Radu Călin | 14 iulie 2024  |                                   |
| 39            | 2            | „Răpirea”             | George Dogaru | Nicu Banea | 14 iulie 2024  |                                   |
| 40            | 3            | „Prietenii”           | George Dogaru | Dan Panaet | 21 iulie 2024  |                                   |
| 41            | 4            | „Roaba de șampanie”   | George Dogaru | Radu Călin | 28 iulie 2024  |                                   |
| 42            | 5            | „Ultrașii”            | George Dogaru | Dan Panaet | 4 august 2024  |                                   |
| 43            | 6            | „Teambuilding”        | George Dogaru | Nicu Banea | 11 august 2024 |                                   |
| 44            | 7            | „Viață extrasportivă” | George Dogaru | Dan Panaet | 18 august 2024 |                                   |
| 45            | 8            | „Tatăl nostru”        | George Dogaru | Radu Călin | 25 august 2024 |                                   |

### Sezonul 5 (2025)
| Nr. în serial | Nr. în sezon | Titlu                                 | Regizat de    | Scris de | Data difuzării    | România telespectatori (milioane) |
| ------------- | ------------ | ------------------------------------- | ------------- | -------- | ----------------- | --------------------------------- |
| 46            | 1            | „Top G”                               | George Dogaru |          | 11 ianuarie 2025  |                                   |
| 47            | 2            | „Frate, frate, dar echipa e pe bani!” | George Dogaru |          | 18 ianuarie 2025  |                                   |
| 48            | 3            | „Muncitorii”                          | George Dogaru |          | 25 ianuarie 2025  |                                   |
| 49            | 4            | „Orfanii lui Nea Ilie”                | George Dogaru |          | 1 februarie 2025  |                                   |
| 50            | 5            | „Deșteaptă-te române!”                | George Dogaru |          | 8 februarie 2025  |                                   |
| 51            | 6            | „Samba”                               | George Dogaru |          | 15 februarie 2025 |                                   |
| 52            | 7            | „Campionii”                           | George Dogaru |          | 22 februarie 2025 |                                   |